# Südena
Südena war die  Kurzform des Namens Süddeutsche Nachrichtenagentur, einer von der französischen Besatzungsmacht zusammen mit Zeitungsverlegern der französischen Besatzungszone am 4. März 1947 gegründeten Presseagentur. 

## Beschreibung
Die Militärregierung behielt sich einen Anteil von 51 Prozent am Stammkapital der Südena vor. Der Verein der Zeitungsverleger in der französischen Besatzungszone hielt nur 49 Prozent.  
Der Gründung der Südena waren lange und schwierige Verhandlungen zwischen der französischen Militärregierung und den Zeitungsverlegern vorausgegangen. Sie war die Nachfolgerin der unter dem Namen RHEINA (Rheinische Nachrichtenagentur) in Paris gegründeten Agentur für die französische Zone. Der notarielle Gründungsvertrag war auf Dauer angelegt. Er hatte eine Laufzeit bis zum 31. Dezember 2045 – also 99 Jahre – überdauerte jedoch keine 99 Wochen. 
Im Dezember 1948 richteten alle Redakteure der Südena „an Garry Davis, den ‚Weltbürger Nr. 1‘, eine Botschaft […], in der sie sich zu seinen Zielen bekennen. Gleichzeitig appellieren sie darin an die Journalisten der ganzen Welt, durch eine sachliche Berichterstattung zur Entspannung der internationalen Lage beizutragen.“
Eine schwierige wirtschaftliche Lage entstand für die Südena nach der Währungsreform 1948. Die französische Regierung teilte mit, dass die französischen Agenturanteile auf die deutschen Zeitungsverleger übertragen würden. Damit hatte die Südena-GmbH freie Hand, eine Fusion mit dem Deutschen Pressedienst (dpd) der britischen Besatzungszone und der DENA der amerikanischen Besatzungszone zu suchen. Am 16. August 1949 setzten Vertreter von Südena und dpd in Goslar ihre Unterschrift unter einen Vertrag, der vorsah, vom 1. Oktober 1949 an einen gemeinsamen Nachrichtendienst herauszugeben. Allerdings ging die Südena schon einen Tag später  zusammen mit der DENA und dem dpd in der neuen Deutschen Presse-Agentur (dpa) auf.